# 武蔵野書院
武蔵野書院（むさしのしょいん）は、日本の出版社。

## 概要
1919年（大正8年）設立。主に日本語・日本文学・漢文学・古典文学・一般書籍を出版している。草創期の1931年（昭和6年）、梶井基次郎の小説作品集『檸檬』を出版したことで知られる。

## 出版物
代表的なものに、紫式部学会編『古代文学論叢　研究と資料』、『源氏物語古註釈叢刊』、雑誌「むらさき」（紫式部学会）、「日本語の研究」（日本語学会）などがある。
また、武蔵野書院創立90周年記念論集として、『平安文学史論考』（秋山虔編、執筆者37名、920頁・2009年（平成21年）12月31日）と『古典語研究の焦点』（月本雅幸・藤井俊博・肥爪周二編、執筆者46名、1008頁・2010年（平成22年）1月31日）の二点が刊行されている。
さらに、同社総合目録を兼ねた『武蔵野文学』を年1回発行している（無料配布）。同誌は、毎々巻頭特集を冠していて、『武蔵野文学』第60集には、第1集から第60集までの全論文タイトルと執筆者名が一覧されている。